# Eddie Cibrian

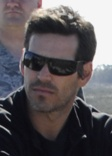
Eddie Cibrian, 2009.

Edward Bryant "Eddie" Cibrian, född 16 juni 1973 i Burbank, Kalifornien, är en amerikansk skådespelare.

## Karriär
Eddie Cibrian påbörjade sin karriär som skådespelare redan som liten i reklamen för Coca-Cola. Han medverkade sedan i ett flertal andra reklamfilmer, vilket ledde honom till en skådespelarroll i Malcolm-Jamal Warner's Emmy-nominerade och vinnande TV-inslag Kids Killing Kids. Från 1990-talets slut har han haft större roller i TV, som exempelvis såpoperorna Makt och begär och Sunset Beach. Cibrian har också medverkat i några episoder av TV-serierna Beverly Hills, Saved by the Bell: The College Years samt i Tredje skiftet. I TV-serien Invasion (2005) hade han huvudrollen som karaktären Russel. På senare år har han även medverkat i populära Ugly Betty.

## Privatliv
Eddie Cibrian växte upp i San Fernando Valley som enda barnet till Carlos och Hortensia Cibrian, båda av kubansk härkomst. Han gifte sig med Brandi Glanville 12 maj 2001, som han friade till på nyårsnatten 1999. Tillsammans har de sönerna Mason Edward, född 8 juni 2003, och Jake Austin, född 7 april 2007. I juli 2009 separerade paret efter en påstådd otrohetsaffär från Cibrians sida med sångerskan LeAnn Rimes. Cibrian och Rimes gifte sig sedan 2011.

## Filmografi (urval)
- 1993 - Saved by the Bell: The College Years, avsnitt Screech Love (gästroll i TV-serie)
- 1996 - Beverly Hills, avsnitt Here We Go Again (gästroll i TV-serie)
- 1996-1997 - Baywatch Nights (TV-serie)
- 1997-1999 - Sunset Beach (TV-serie)
- 1999 – But I'm a Cheerleader
- 1999-2005 - Tredje skiftet (TV-serie)
- 2005-2006 - Invasion (TV-serie)
- 2009 - Flammande skyar (TV-film)